# 大前田 (暴力団)
大前田一家（おおまえだいっか）は、埼玉県ふじみ野市に本拠を置く暴力団で、指定暴力団・住吉会の2次団体。七代目・小島久夫までは、前橋市一円・伊勢崎市及び大前田一家死守図全域を縄張りにしていた。

## 歴代継承者
- 初代 - 大前田栄五郎（本名: 田島 栄五郎）
- 2代目 - 大胡ノ要吉（本名: 田島要吉）
- 3代目 - 山田萬蔵
- 4代目 - 秋元良輔
- 5代目 - 越川義次
- 6代目 - 住谷元治
- 7代目 - 小島久夫
- 8代目 - 高橋八洲男（住吉会常任相談役）
- 9代目 - 藤生一男（住吉会副会長）